# کلیسای سریانی کلدانی
کلیسای سریانی کلدانی (به سریانی: ܥܕܬܐ ܕܡܕܢܚܐ ܕܐܬܘܖ̈ܝܐ، به مالایالم: കൽദായ സുറിയാനി സഭ) یکی از کلیساهای مسیحیت شرقی در تریسور هند است. این کلیسا دارای یک اسقف اعظم از کلیسای آشوری مشرق است و در اصل از کلیسای مشرق نشات می‌گیرد.